# Zwrot przez rufę
Zwrot przez rufę, zwrot z wiatrem – manewr polegający na przejściu rufą jachtu żaglowego przez linię wiatru.

Schemat przedstawia zwrot przez rufę. Czerwona strzałka oznacza kierunek wiatru.

Prawidłowo wykonany zwrot przez rufę składa się z trzech faz:
- odpadanie do pełnego baksztagu przy zapewnieniu efektywnej pracy żagli
- przejście linii wiatru i przerzucenie żagli na nowy hals
- wyostrzenie do pełnego baksztagu i ustawienie żagli do pracy

W odróżnieniu do zwrotu przez sztag wykonanie zwrotu przez rufę nie wymaga wcześniejszego nabrania prędkości. Kluczowym momentem manewru jest przejście linii wiatru i przerzucenie żagli do pracy na przeciwnym halsie. Podczas jego trwania należy żagle wybrać do diametralnej jachtu, a następnie wyluzować po wypełnieniu wiatrem na przeciwnej burcie. Przerzucenie ożaglowania na luźnych szotach, poza niebezpieczeństwem wyrządzenia krzywdy załodze ruchomymi elementami takielunku (np. bomem), powoduje gwałtowny przechył jednostki. Jacht staje się wtedy nawietrzny i gwałtownie ostrzy, czego skutkiem jest powstanie siły odśrodkowej, która może się przyczynić do wywrotki. Z tego powodu zwrot przez rufę uznaje się za bardziej niebezpieczny od zwrotu przez sztag i wymagający większego wyczucia w prowadzeniu jachtu. Podczas żeglugi w ciężkich warunkach wiatrowych bezpieczniej jest zmieniać hals wykonując zwroty przez sztag.
Podczas zwrotu przez rufę istotnym jest również przerzucanie sztaksli w taki sposób, aby róg szotowy był przemieszczany na naprężonych szotach. W tym celu najpierw wykonywana jest komenda wybierania szotu nawietrznego, następnie luzowania zawietrznego. Niezachowanie tej procedury skutkuje owinięciem się żagla wokół sztagu, jego zaplątaniem, a nawet rozdarciem.
Zwrot przez rufę wykonywany jest z baksztagu jednego halsu do baksztagu halsu przeciwnego.

## Komendy
Poniżej wymienione są komendy wydawane podczas zwrotu przez rufę przez osobę dowodzącą jednostką na jachcie typu slup (przy założeniu, że dowodzący jest sternikiem i obsługuje szoty grota) oraz kecz bądź jol (dowodzący wydaje komendy na trzy żagle oraz ster).

### Slup
- Do zwrotu przez rufę!
- Prawy/lewy foka szot wybieraj!
- Lewy/prawy foka szot luzuj!
- Grota szot wybieraj!
- Grota szot luzuj!

### Kecz/jol
- Do zwrotu przez rufę!
- Bezana szot wybierz!
- Ster prawy/lewo!
- Lewy/prawy grota szot wybieraj!
- Prawy/lewy grota szot luzuj!
- Lewy/prawy foka szot wybieraj!
- Prawy/lewy foka szot luzuj!
- Bezana szot luzuj!
- Sternik tak trzymać!

Wraz ze zwiększaniem liczby żagli niesionych przez jacht rośnie liczba komend oraz ich stopień skomplikowania.